# Ewangeliarz Anastazji
Ewangeliarz Anastazji – napisany po łacinie ewangeliarz z XII wieku przechowywany w zbiorach Biblioteki Narodowej w Warszawie. Na 66 kartach zawiera tekst czterech ewangelii z Wulgaty oraz kilka innych krótkich dzieł.

## Historia
Ewangeliarz powstał prawdopodobnie w drugiej połowie XII wieku. Do Płocka dotarł być może za czasów biskupów płockich Aleksandra z Malonne lub Wernera, który w 1166 podróżował na dwór Fryderyka Barbarossy. Początkowo kodeks był przechowywany w płockiej bibliotece katedralnej. Następnie mógł być przekazany przez Bolesława Kędzierzawego do nowego opactwa kanoników regularnych w Czerwińsku i znajdować się tam aż do wieku XIX (dokument z 1808 wymienia tam jakiś ewangeliarz w srebrnej oprawie, aczkolwiek nie ma pewności, czy chodzi o Ewangeliarz Anastazji). W 1831 biskup Adam Michał Prażmowski przekazał rękopis po skasowanym w 1819 klasztorze do biblioteki Towarzystwa Przyjaciół Nauk w Warszawie. Po upadku powstania listopadowego został wywieziony do Petersburga i umieszczony w Cesarskiej Bibliotece Publicznej. Do Polski powrócił w 1921.  Przed wybuchem II wojny światowej Biblioteka Narodowa ewakuowała rękopis razem ze skarbcem do Kanady, skąd wrócił w 1959 roku.. Obecnie znajduje się w zbiorach Biblioteki Narodowej w Warszawie pod numerem katalogowym II 3307.
Nazwa Ewangeliarz Anastazji związana jest z księżną Wierzchosławą nowogrodzką, żoną Bolesława Kędzierzawego, której drugie imię chrzcielne mogło brzmieć Anastazja (tak nazywał ją Jan Długosz). Jej śmierć mogła stać się przyczyną zamówienia ewangeliarza jako daru-ofiary za zbawienie jej duszy.

## Opis
Ewangeliarz ma wymiary 30,5×20 cm. Składa się z 66 pergaminowych kart. 64 karty zawierają głównie teksty ewangelii, zaś na dwóch dodatkowych umieszczonych na początku znajduje się zapis darowizny biskupa Prażmowskiego oraz karta z tekstem genealogii Jezusa Chrystusa wzięta z innego kodeksu. Właściwe teksty ewangeliarza zapisane są w jednej kolumnie minuskułą romańską.
Szczególnie cennym elementem ewangeliarza jest oprawa, zachowana prawdopodobnie w pierwotnej postaci. Wykonana została z drewna dębowego, pokrytego srebrną blachą zdobioną płaskorzeźbami figuralnymi oraz napisami majuskułą.
Okładka przednia, wykonana w stylu bizantyńskim, przedstawia ukrzyżowanie Jezusa Chrystusa ze stojącymi postaciami Marii i św. Jana oraz klęczącą postacią kobiety, być może samej Anastazji. W górnych rogach umieszczone są okrągłe w medaliony z symbolem słońca i napisem „sol” oraz wyobrażeniem księżyca i napisem „luna”.
Tylna okładka, nosząca cechy sztuki mozańskiej, przedstawia Chrystusa na tronie z uniesionymi do góry dwoma palcami prawej ręki (tzw. Maiestas Domini) oraz litery A. i W. W narożnikach tylnej okładki umieszczone zostały symbole czterech ewangelistów: człowiek (Mateusz), orzeł (Jan), lew (Marek), byk (Łukasz).
Połączenie stylów sztuki bizantyńskiej i mozańskiej sugeruje, że okładki mogły powstać nie nad Mozą, lecz w samym Płocku, zaś sporządzili je twórcy z regionu Mozy przybyli do Płocka. Zdaniem Teresy Mroczko wykonane ze srebra okładki są unikatem na skalę europejską, zaś podobną oprawę posiadają tylko dwa zachowane ewangeliarze: z Namur w Belgii i Treviso we Włoszech.

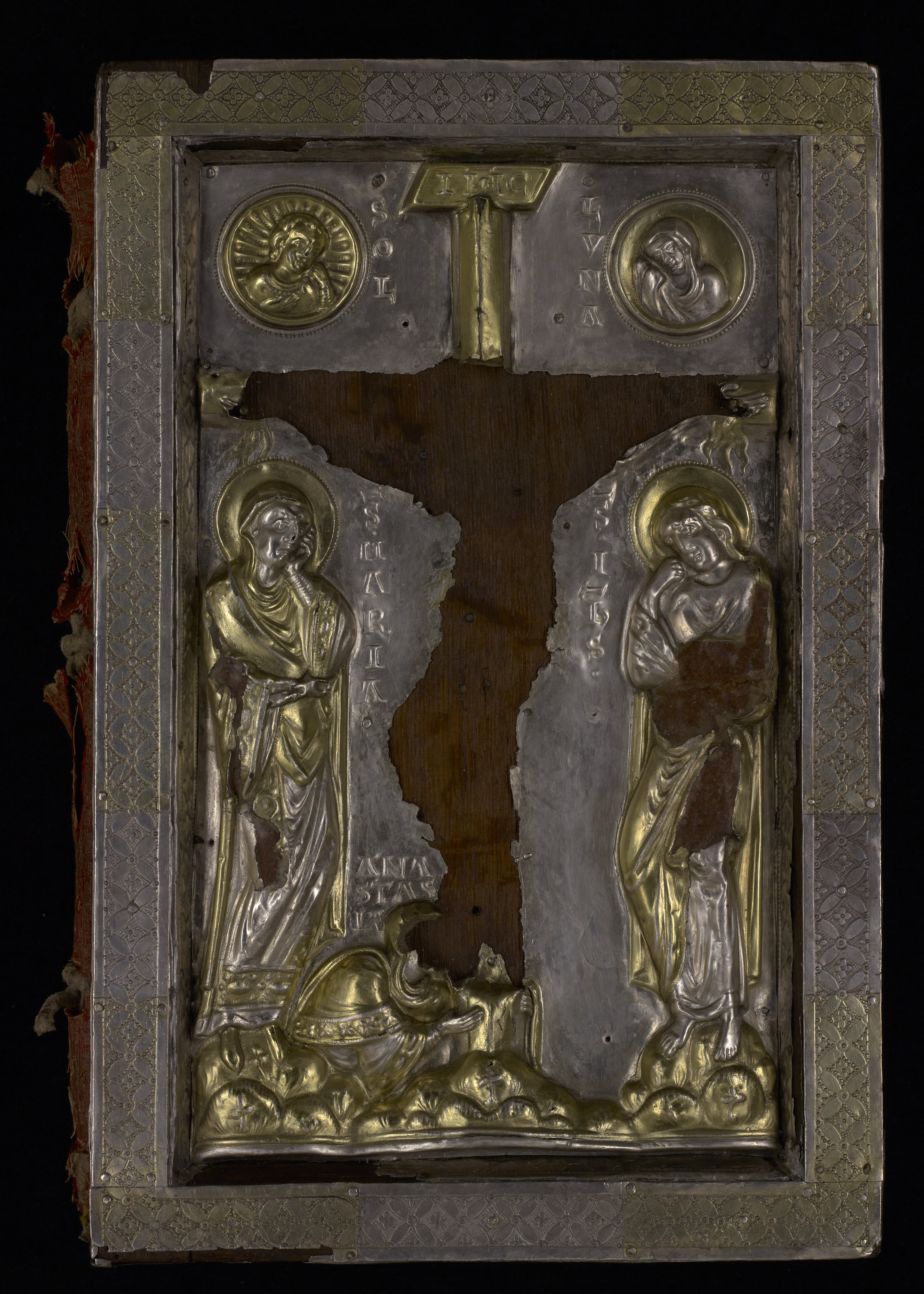
Okładzina górna oprawy

## Zawartość
Na zawartość ewangeliarza składają się:
- dwa dzieła Hieronima ze Strydonu:
  - Praefatio in Evangelium Matthaei (k. 1v–3)
  - Prologus commentariorum in Evangelium Matthaei (k. 3–4)
- Argumenthum in Matteum Seduliusza Szkota (k. 4–4v)
- Capitula (k. 4v–5v)
- Kanony Euzebiusza (k. 6–8)
- Evangelium Matthaei (k. 8v–23v)
- Evangelium Lucae (bez początku, k. 24–43)
- Commentatio in Joannem Evangelistam (Komentarz do Ewangelii według św. Jana) Bedy Czcigodnego (k. 43v)
- Capitula (k. 43–44)
- Evangelium Joannis (k. 44–63)